# Spilarctia griseabrunnea
Spilarctia griseabrunnea là một loài bướm đêm thuộc phân họ Arctiinae, họ Erebidae.